# سلطنة المهرة
سلطنة المهرة  التي حكمها أسرة ال عفرار المهري من قبيلة مهرة بن حيدان  المعروفة بأنها حاكمة على تلك الجغرافية المهيبه وفي سنوات السلطنة الأخيرة ظهرت باسم الدولة المهرية للبر وسقطرى أو سلطنة المهرة في قشن وسقطرى هي سلطنة سابقة في جنوب شبه الجزيرة العربية، شملت تاريخياً الجزء الغربي من بلاد المهرة، تقع الآن في شرق اليمن وجزيرة سقطرى في المحيط الهندي. في عام 1886 أصبحت السلطنة محمية بريطانية وجزءاً من محمية عدن. وفي الستينات من القرن الماضي رفضت الانضمام إلى اتحاد الجنوب العربي ولكنها بقيت تحت الحماية البريطانية كجزء من محمية الجنوب العربي الشرقية. وفي عام 1967 تم إلغاء السلطنة، وكان أخر سلاطينها عيسى بن علي بن طوعري آل عفرار وأصبحت السلطنة جزءاً من جمهورية اليمن الديمقراطية الشعبية التي توحدت مع الجمهورية العربية اليمنية في عام 1990 لتقوم الجمهورية اليمنية. تشكل أراضي السلطنة اليوم محافظتين في اليمن هما محافظة المهرة ومحافظة أرخبيل سقطرى.

## التاريخ

### سلطنة قشن
في عام 1432، استولت سلالة بادجانة على مدينة قشن الساحلية من الرسوليين الذين كانوا يحكمون ظفار في ساحل المهره ، ثم نجحت في صد هجوم رسولي لإعادة المدينة. في عام 1445، دافعوا ضد هجوم من قبل الدولة الكثيرية المشكلة حديثًا، وأمنوا حدودهم. كانت السلطنة المستقلة في قشن أول دولة مستقلة في أراضي المهرة.
بعد انهيار الدولة الرسولية وصعود الطاهريين، قَدِم عدد من الوجهاء السابقين من عدن إلى قشن كلاجئين، وأخبروا السلطان الحاكم، محمد بن سعد، أن عدن جاهزة للغزو. في عام 1456، شن محمد بن سعد غزوًا بحريًا لعدن بتسع سفن. ومع ذلك، تم تدمير معظم الأسطول في عاصفة وأسر الطاهريون بن سعد. رداً على ذلك، أرسل الملك الطاهري جيشا بقيادة زين السنبلي لاحتلال قشن . كانت الحملة نصف ناجحة فقط، وبقيت أجزاء من المنطقة تحت سيطرة با دجانة. عازمًا على كسر الجمود، قاد الملك عامر بن طاهر رحلة استكشافية كبيرة عبر الساحل الصحراوي من عدن إلى المهرة. فاق عددهم بشكل كبير، انسحب المهريون من سيحوت قبل تقدم الطاهريين. نهب الطاهريون المدينة وعينوا واليا مخلصا لهم.
عادت قشن مرة أخرى لسيطرة أسرة با دجانة عام 1478، عندما استولى عليها زعيمهم الشاب سعد بن فارس. حوالي العام 1480، استقر المهريون في جزيرة سقطرى واستخدموها كقاعدة إستراتيجية ضد منافسيهم مثل جيرانهم الحضارم كالكثيري وبني ظنه. خلال هذا الوقت، كانت قبيلة المهرة في حالة حرب شبه دائمة مع الحضارم آل الكثيري، الذين كانوا يحاولون السيطرة على الغيظة. في عام 1488، استعان با دجانة بمساعدة حلفائهم من سقطرى لإخراج الكثيري من قشن مرة أخرى.

### سلطنة قشن وسقطرى
ومع ذلك، فإن هيمنة با دجانة لم تستمر إلا لسبع سنوات أخرى. وفي عام 1495، تصاعدت نوبات الاقتتال الداخلي بين قبائل المهرة إلى حرب أهلية. استغل السلطان الكثيري، جعفر بن عمرو، الوضع لدعم فخيذة الزويدي من المهرة ، مما يضمن سقوط هيمنة با دجانة. بعد هزيمة كارثية في ضواحي قشن ، فقد با دجانة السيطرة على المدينة بشكل دائم وعُزلوا في الداخل. تم استبدالهم بعائلتي الزويدي والعفراري في قشن وسقطرى، وسيطرت السلطنة الكثيرية على سيحوت بني ظنه. بعد ذلك حكم السلطنة أسرة آل عفرار من قبيلة الزويدي المهرية وأتخذوا قشن عاصمة لهم، بالإضافة إلى حديبو في جزيرة سقطرى.

### وصول البرتغاليين
في عام 1507، هبط أسطول برتغالي بقيادة تريستاو دا كونها وأفونسو دي ألبوكيرك في سقطرى، وبعد معركة دامية، استولى على الحصن الرئيسي في الجزيرة. وظلت سقطرى في أيدي البرتغاليين حتى عام 1511.
في عام 1545، حشد السلطان الكثيري بدر بن طويرق جيشًا، وبدعم من الأتراك العثمانيين، احتل قشن. قام البرتغاليون، الذين كانوا يتنافسون مع العثمانيين للسيطرة على طرق التجارة في البحر الأحمر والمحيط الهندي، بقصف مدينة قشن وإعادتها إلى سلطنة المهرة.

### محمية عدن

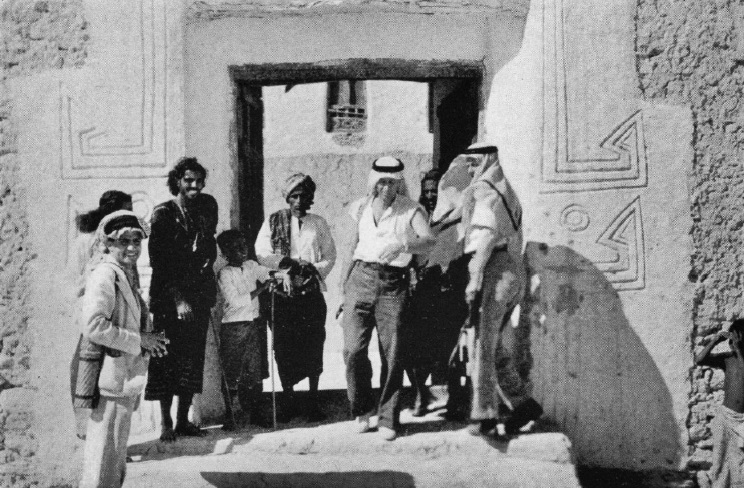
سلطان قشن (مرتديا العمامة)، أواخر الثلاثينيات

بدأ ارتباط الحكومة البريطانية بالمهرة عام 1834، عندما أرسل النقيب روس من البحرية الهندية في مهمة إلى المهرة، وأبرم اتفاقية مع السلطان أحمد بن سلطان وابن عمه سلطان بن عمرو في قشن، الذي وافقوا بموجبه على إنزال وتخزين الفحم في الجزيرة من قبل الحكومة البريطانية.
في عام 1835 جرت مفاوضات من خلال القائد هينز مع السلطان عمرو بن سعد لشراء الجزيرة، وتوقعًا لنجاحها، تم إرسال مفرزة من القوات الأوروبية والهندية للاستيلاء عليها. ومع ذلك، رفض السلطان بيع الجزيرة، أو حتى التنازل عن جزء منها كمستودع للفحم، وتم سحب القوات. جعل الاستيلاء على عدن من غير الضروري تأمين سقطرى كمحطة فحم.
توفي السلطان عمرو بن سعد حوالي عام 1845، وخلفه ابن أخيه طوعري بن علي الذي خلفه بدوره حفيده أحمد بن سعد. وخلف هذا الأخير ابن أخيه عبد الله بن سعد، وتبعه ابن عمه عبد الله بن سالم. وبوفاة هذا الأخير خلفه ابنه علي.
في يناير 1876، تم إبرام اتفاقية مع سلطان قشن وسقطرى، والتي بموجبها، مقابل دفع 3000 دولار وإعانة سنوية قدرها 360 دولارًا، ألزم نفسه وورثته وخلفائه بعدم التنازل أو البيع أو الرهن أو التنازل عن جزيرة سقطرى أو أي من تابعيها من الجزر المجاورة، باستثناء للحكومة البريطانية.
في عام 1886 قَبٍل السلطان معاهدة الحماية، وألزم نفسه بالامتناع عن جميع التعاملات مع القوى الأجنبية دون موافقة مسبقة من الحكومة البريطانية. في الوقت نفسه، تعهد بإعطاء إشعار فوري للمقيم في عدن أو أي مسؤول بريطاني آخر بأي محاولة من قبل أي سلطة أخرى للتدخل في سقطرى وتوابعها. في عام 1888 تم إبرام معاهدة حماية مماثلة مع السلطان علي بن عبد الله، كزعيم لقبيلة المهرة، وزاد راتبه السنوي بمقدار 120 دولارًا. كان للسلطان علي بن عبد الله ثلاثة أبناء ماتوا جميعهم قبله. وتوفي عام 1907 وخلفه السلطان عبد الله بن عيسى، واستمر له الراتب السنوي الذي كان يدفع لسلفه.
في الأربعينيات من القرن الماضي، أُجبرت المهرة والمناطق المجاورة لها على طول الخليج على توقيع معاهدات استشارية، وتعرض من رفض لغارات جوية نفذتها القوات الجوية الملكية البريطانية. المعاهدة الاستشارية تعني أن القيادة المحلية لم يعد لها سلطة قضائية على شؤونهم الداخلية، ومنحت المعاهدة الحكومة البريطانية سيطرة كاملة على الشؤون الداخلية للدولة وترتيب الخلافة. أثارت معاهدات الاستشارات الاستياء من الحكم البريطاني وانتشار القومية العربية في المهرة وبقية شبه الجزيرة العربية.

## الزوال

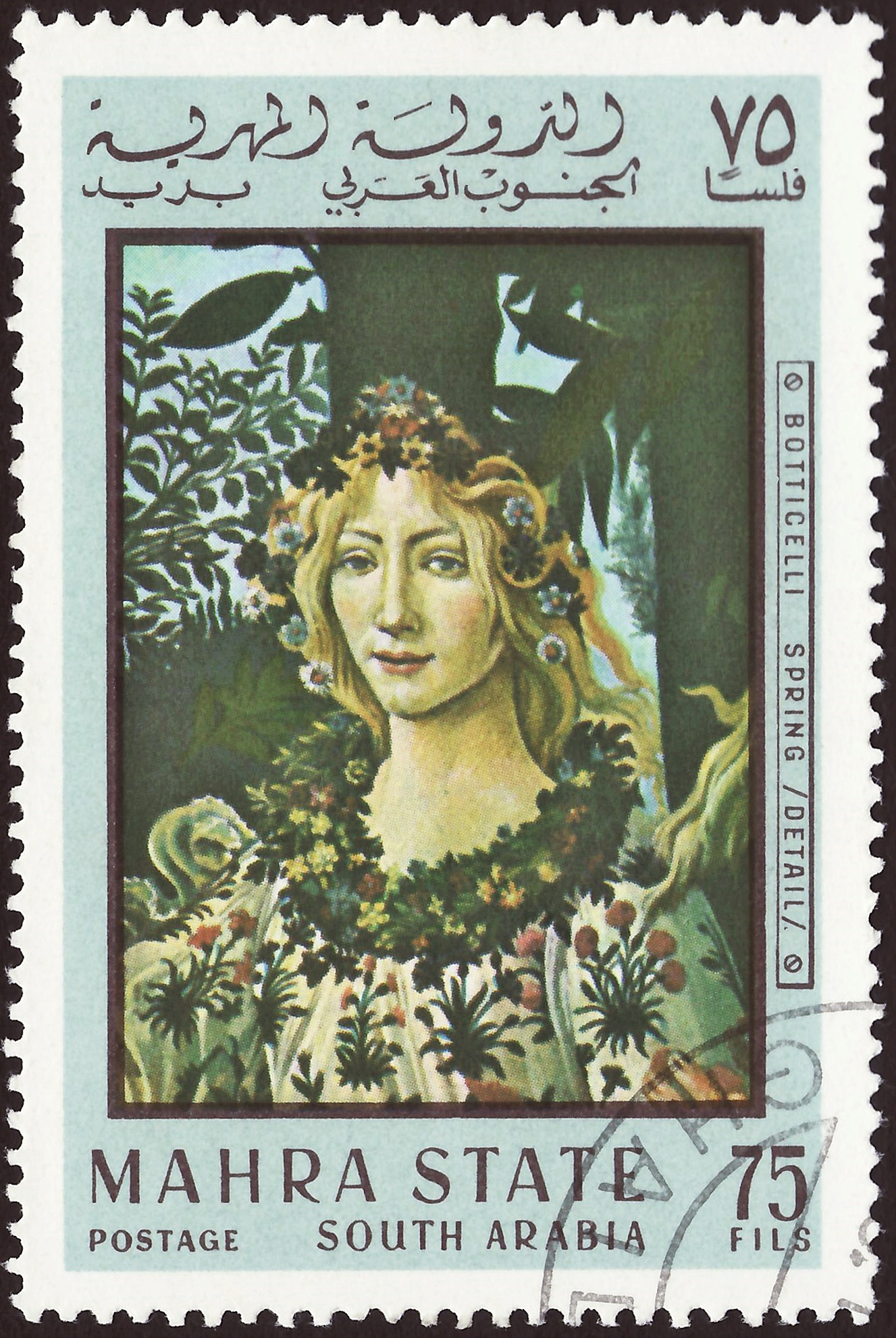
طابع صادر عام 1967، آخر سنة لوجود الدولة.

خلال الستينيات من القرن الماضي، تكبد البريطانيون خسائر ضد مختلف قوات حرب العصابات التي شنتها جبهة تحرير جنوب اليمن المحتل. بعد قيام ثورة 14 أكتوبر في عام 1963 أعلنت الحكومة البريطانية حالة الطوارئ في محمية عدن، وبحلول عام 1967 انسحبت القوات البريطانية نتيجة خسائرها ضد الجبهة القومية للتحرير التي ضمت إليها في المهرة فيما بعد. في عام 1967، استوعبت جمهورية اليمن الجنوبية الشعبية سلطنة المهرة. كان السلطان عيسى بن علي آل عفرار المهري آخر سلطان في قشن وسقطرى. توحدت جمهورية اليمن الديمقراطية الشعبية التي مع الجمهورية العربية اليمنية في عام 1990 لتقوم الجمهورية اليمنية.

## الحكام
سلسلة سلاطين المهرة من آل عفرار من بيت زياد:
1. محمد بن علي بن عمرو آل عفرار 887هـ/ 1482م
2. عامر بن طوعري بن عفرار آل عفرار 913هـ/ 1507م
3. محمد بن عبد الله آل عفرار 955هـ/ 1548م
4. سعيد بن سعيد آل عفرار 1030هـ/ 1620م
5. عامر بن سعد بن طوعري آل عفرار1249هـ/ 1833م
6. علي بن عبد الله بن سالم آل عفرار 1293هـ/ 1876م
7. سالم بن حمد بن سعد آل عفرار 1304هـ/ 1886م
8. عبد الله بن عيسى آل عفرار 1350هـ/ 1931م
9. علي بن سالم بن سعد آل عفرار 1364هـ/ 1944م
10. حمد بن عبد الله بن عيسى آل عفرار 1370هـ/ 1950م
11. عيسى بن علي بن سالم آل عفرار 1387هـ/ 1967م